# バトゥ (インドネシア)
バトゥ（インドネシア語: Batu）は、インドネシアのジャワ島の東ジャワ州の都市である。東ジャワ州第2の都市のマランの北西20kmに有る。かつてはマラン県の一部だったが、2001年に独立市になった
。
19万人の住民は南部のグヌン・ウェリランに住んでいる。住民の多くがジャワ人である。1945年以前、オランダ植民地職員の保養地だった。「バトゥ」はインドネシア語で「岩」を意味する。

## 地理
バトゥは山の斜面に有る。特に重要な山にアンジャスモロ山(2277m)、アルジュノ山(3339m)、ウェリラン山(3156m)、バニャク山(1306m)、カウィ山(2551m)、パンデルマン山(2045m)、スメル山(3676m)、ウキル山(335m)が有る。バトゥは農地に囲まれた非違置くな山地である。19世紀、オランダ領東インド政府はバトゥを山岳保養地に発展させた。多くの住居や保養地施設が造られた。

## 行政区分
バトゥはバトゥ、ブミアジ、ジュンレジョの3つの区(ケカマタン)に分かれ、更に合計24の村(ケルラハン)に分けられる。

## 観光
バトゥの有名な観光地には
- クバン・ロンド滝
- 東ジャワ公園1&2
- セレクタ・プール&庭園
- BNS(バトゥ夜間超大作)
- バトゥ・アルン・アルン
- エコ緑公園
- バトゥ秘密動物園
- アンクト博物館

歴史的植民地様式のホテルであるカルティカ・ウィジャヤは1891年にサーキーズ兄弟が建てた。彼らはオランダ領東インドを中心に、東南アジアに豪華ホテル・チェーンを創立したアルメニア移民である。当初はサーキーズ兄弟用の保養施設として造られたが、後にホテルに変わった。

## 参考資料
1. ↑  http://jatim.bps.go.id
2. ↑  Indonesia Humanity Foundation, Batu, Indonesia